# Dracula nella cinematografia

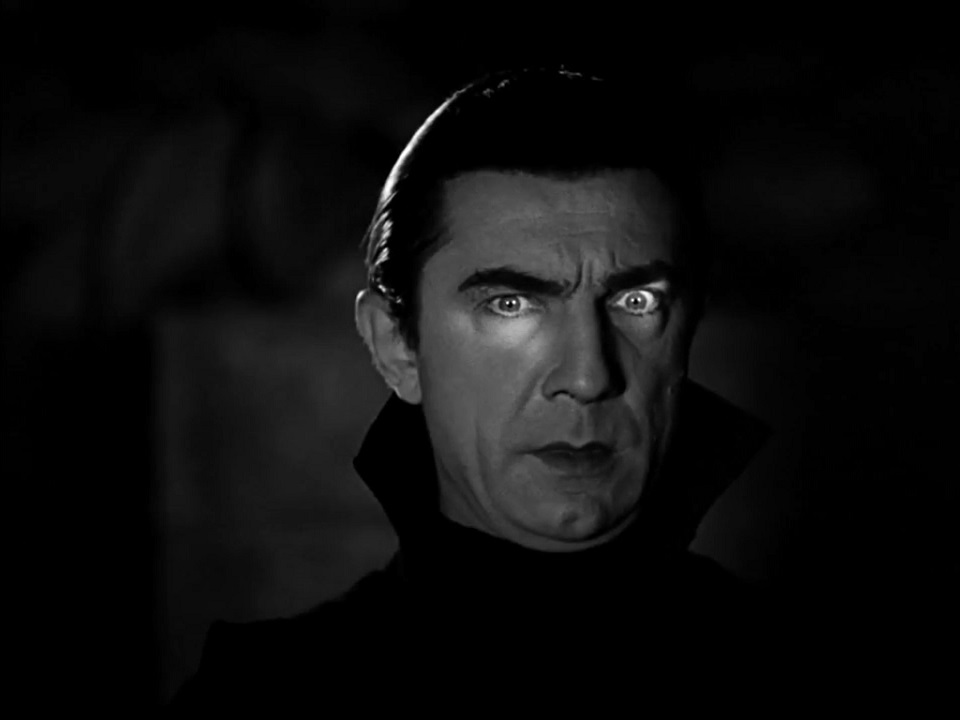
Primo piano di Bela Lugosi nel film Dracula del 1931.

Il romanzo Dracula di Bram Stoker del 1897, che ebbe subito una trasposizione teatrale curata dallo stesso autore e successivamente, su commissione della moglie Florence Balcombe, da Hamilton Deane a Derby nel 1924 e da John L. Balderston, a Broadway nel 1927, ha successivamente ispirato innumerevoli adattamenti cinematografici.

## Primi film
Il primo lungometraggio nel quale comparve il personaggio di Dracula fu un film ungherese del 1921, Drakula halála, al quale seguì, nel 1922, Nosferatu il vampiro, film muto diretto da Friedrich Wilhelm Murnau; per quest'ultimo la vedova di Stoker chiese il rispetto dei diritti di pubblicazione per cui Murnau dovette modificare il titolo, i nomi dei personaggi (il Conte Dracula diventa il Conte Orlok) e l'ambientazione (dalla Transilvania ai Carpazi); nonostante ciò, il regista venne comunque denunciato e perse la causa venendo obbligato a distruggere tutte le copie della pellicola, cosa che fece salvandone illecitamente una sola grazie alla quale il film non è andato perduto. Si è ipotizzato poi che dietro lo pseudonimo di Max Schreck ("massimo orrore" in tedesco) si celasse lo stesso regista, pesantemente truccato per interpretare il personaggio. Nel 1979 Werner Herzog ne trasse ispirazione per un remake: Nosferatu, il principe della notte.

## Film della Universal

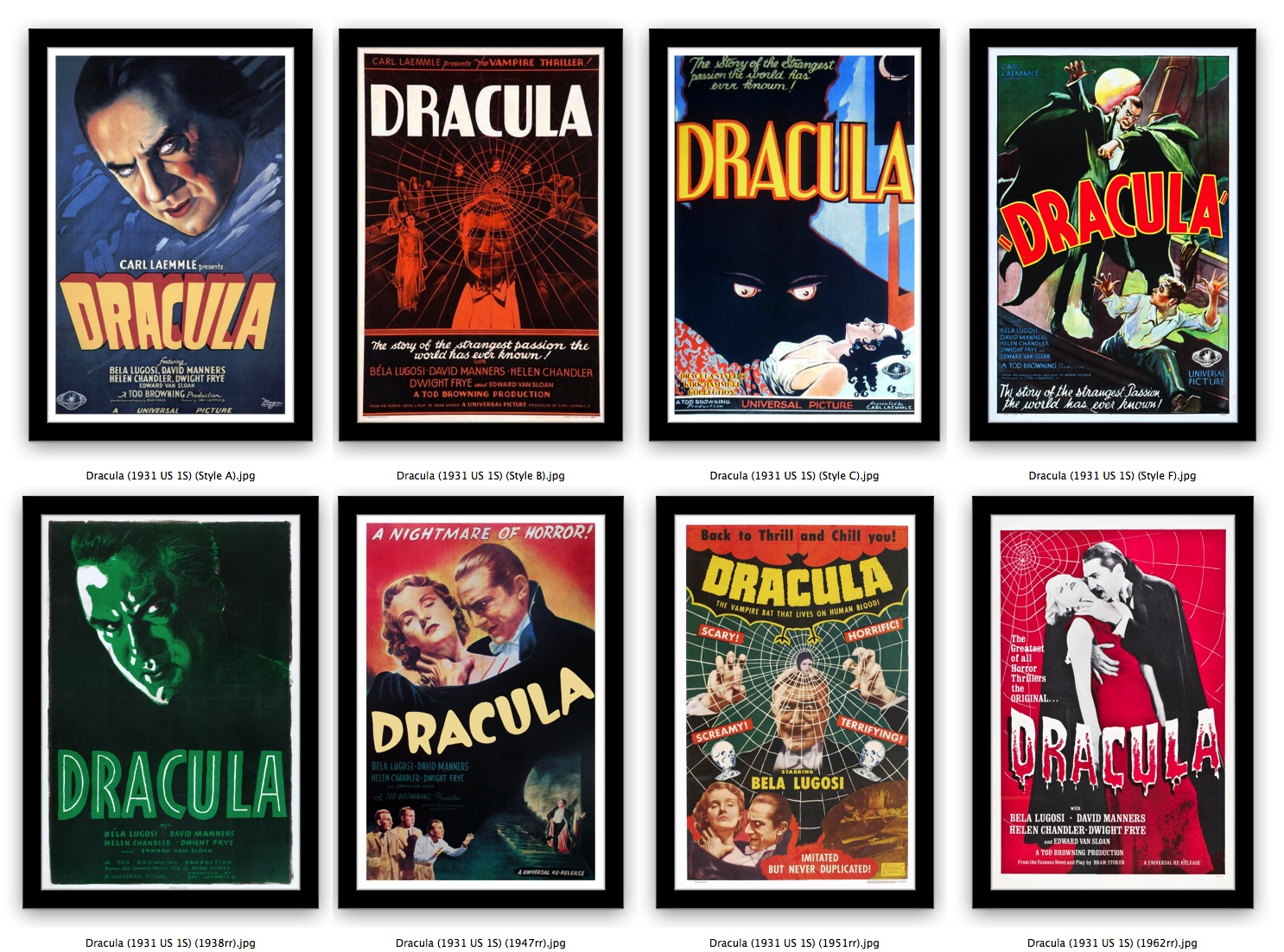
Raccolta di manifesti del film Dracula di Tod Browning

Nel 1927 la storia fu adattata per uno spettacolo teatrale a Broadway da Hamilton Deane e John L. Balderston, con Bela Lugosi nel ruolo di Dracula; inizialmente Lugosi, di origini ungheresi, imparò le sue battute a memoria foneticamente. La versione di Lugosi non ha i canonici canini cui succhiare il sangue alle sue vittime che vennero introdotti nelle successive produzioni della Hammer. Nel 1931 Lugosi interpretò la stessa parte nel lungometraggio diretto da Tod Browning, Dracula, che diverrà una delle trasposizioni cinematografiche del romanzo di Stoker più celebri e generalmente considerata un classico del cinema horror tanto che nel 2000 la Biblioteca del Congresso degli Stati Uniti lo ha selezionato per la conservazione nel Registro Nazionale di Film ritenendo il film "significativo culturalmente" ("culturally significant"). Il film è un adattamento dello spettacolo teatrale del 1927. Il film è privo di colonna sonora, tranne che nei titoli di apertura (dove viene usata la musica per il balletto Il lago dei cigni (Lebedinoe ozero) di Tchaikovsky) ed in quelli di chiusura. Contemporaneamente venne girata anche una versione in lingua spagnola per la distribuzione in Messico che venne girata di notte, usando gli stessi set che di giorno venivano usate dalla produzione di Tod Browning, con un diverso cast artistico e tecnico. Il regista di questa versione fu George Melford, mentre gli interpreti furono Carlos Villarías, nel ruolo del Conte, Eduardo Arozamena, nel ruolo di Van Helsing, ed Lupita Tovar, nel ruolo di Eva. La versione di Medford ebbe l'opportunità di inserire scene che non potevano essere inserite, invece, nella versione definitiva della pellicola in lingua inglese diretta da Browning per il mercato americano a causa delle leggi statunitensi sulla censura. 

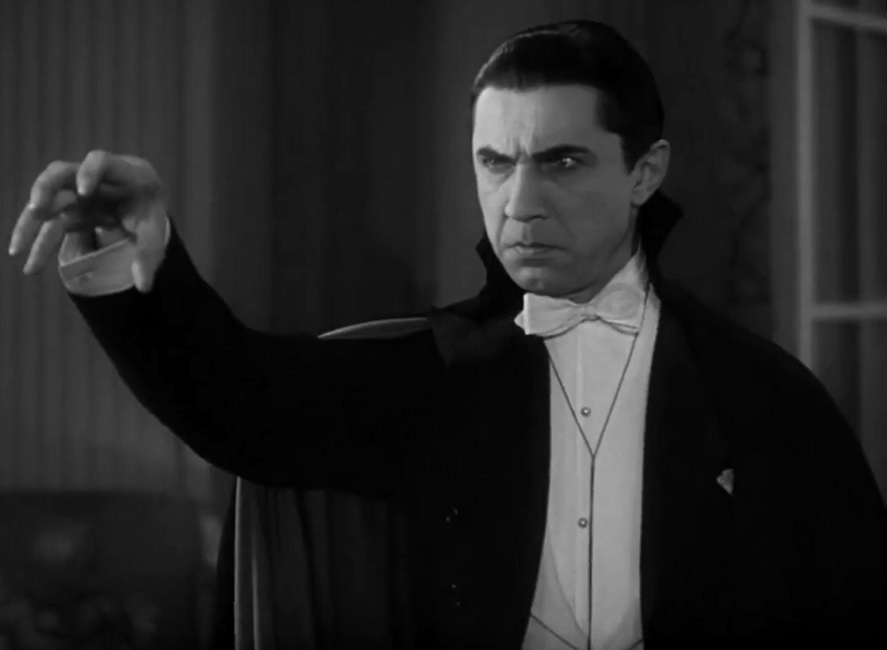
Bela Lugosi, primo Dracula della Universal.

Durante gli anni trenta e quaranta, i film horror degli Universal Studios resero Dracula un personaggio familiare, usandolo ripetutamente in molti film, inclusi diversi nei quali si incontra con altri mostri dell'immaginario letterario e cinematografico anche in forma di parodia come ne Il cervello di Frankenstein, con Gianni e Pinotto, nel quale Lugosi interpreta ancora Dracula sul grande schermo per la seconda e ultima volta. In questi film Dracula spesso guadagna il controllo della creatura di Frankenstein che in molte pellicole si comporta come servo di Dracula.
Elenco dei film della Universal in cui appare Dracula (o un personaggio a lui legato):
1. Dracula (1931 - Bela Lugosi)
2. Drácula (Dracula-Spanish version, 1931). Girato simultaneamente al film di Tod Browning ed utilizzando gli stessi set (al mattino si girava una pellicola, al pomeriggio le stesse scene dell'altra), è diretto dal regista George Melford, il conte Dracula è interpretato dall'attore spagnolo Carlos Villarías.
3. La figlia di Dracula (Dracula's Daughter) (1936 - Gloria Holden)
4. Il figlio di Dracula (Son of Dracula) (1943 - Lon Chaney, Jr.)
5. Al di là del mistero (House of Frankenstein) (1944 - John Carradine)
6. La casa degli orrori (House of Dracula) (1945 - John Carradine)
7. Il cervello di Frankenstein (Bud Abbott and Lou Costello Meet Frankenstein) (1948 - Bela Lugosi)

## Film della Hammer
Alla fine degli anni cinquanta, la casa di produzione cinematografica britannica di film horror Hammer Film Productions, su ispirazione della serie degli anni trenta della Universal, decise di produrre una propria serie di film incentrati sui mostri classici della Universal e, nel 1958, produsse il primo della serie dedicata a Dracula, Dracula il vampiro, un nuovo adattamento dell'opera di Stoker con Christopher Lee nel ruolo del Conte Dracula e Peter Cushing nel ruolo di Van Helsing.

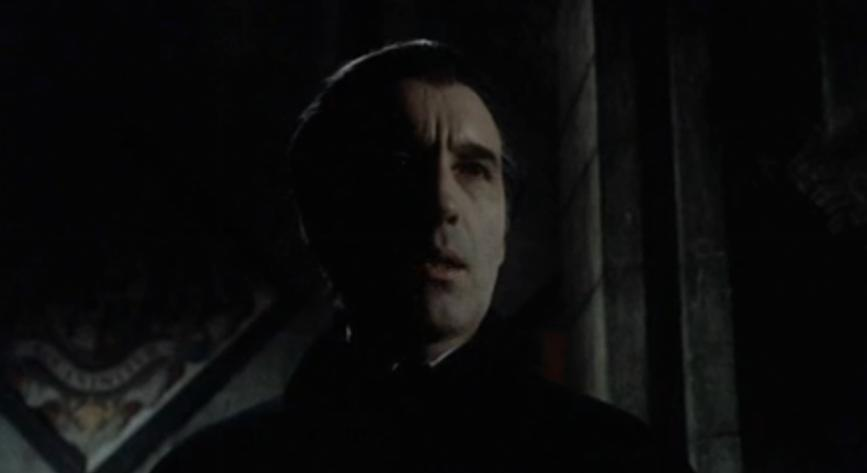
Christopher Lee ne Una messa per Dracula (1970), una delle sue sette interpretazioni del Conte per la Hammer.

Altissimo e con una formazione classica, Cristopher Lee si cala nei panni di un vampiro sanguinario e crudele, creando un archetipo privo della melanconica solitudine che aleggiava intorno alla figura di Bela Lugosi. Tale pellicola viene generalmente considerata come una delle migliori trasposizioni cinematografiche del romanzo e, nel 2004, è stata eletta dalla rivista Total Film come trentesima nella classifica dei migliori film britannici di tutti i tempi. Nonostante la trama si prenda diverse libertà dalla storia originale, le atmosfere e la carismatica interpretazione di Lee ha reso la pellicola memorabile. Venne distribuito negli Stati Uniti con il titolo di Horror of Dracula per evitare confusione con la versione precedente con Bela Lugosi. Il film era in technicolor, con una predilezione per i colori freddi, ma anche la prima pellicola che mostrava abbondantemente sangue che colava, denotando un cambiamento del gusto del pubblico, più attratto dalle potenzialità sadiche del mostro, che dai suoi tormenti interiori. Nei film della Hammer si codifica definitivamente l'iconografia del vampiro ammantato senza più agganci con la tematica leggendaria da cui era nato il personaggio di Stoker. Nel corso del ventennio successivo, nessuno ricorderà più chi fosse realmente il conte Dracula di cui narra Stoker, ma tutti avranno ben chiaro il volto pallidissimo e il fascino di Lee. Il successo del film generò una lunga serie di sequel incentrate sul personaggio, delle quali molte sempre con Lee protagonista.
Elenco dei film della Hammer in cui appare Dracula (o un personaggio a lui legato):
1. Dracula il vampiro (Dracula) (1958 - Christopher Lee)
2. Le spose di Dracula (The Brides of Dracula) (1960 - David Peel nel ruolo del discepolo di Dracula, il Barone Meinster)
3. Il mistero del castello (The Kiss of the Vampire) (1963 - Noel Willman nel ruolo del Dr. Ravna, seguace del culto del vampirismo)
4. Dracula, principe delle tenebre (Dracula: Prince of Darkness) (1966 - Christopher Lee)
5. Le amanti di Dracula (Dracula Has Risen from the Grave) (1968 - Christopher Lee)
6. Una messa per Dracula (Taste the Blood of Dracula) (1970 - Christopher Lee)
7. Il marchio di Dracula (Scars of Dracula) (1970 - Christopher Lee)
8. 1972: Dracula colpisce ancora! (Dracula A.D. 1972) (1972 - Christopher Lee)
9. I satanici riti di Dracula (The Satanic Rites of Dracula) (1973 - Christopher Lee)
10. La leggenda dei 7 vampiri d'oro (The Legend of the 7 Golden Vampires) (1974 - John Forbes-Robertson)

## Altri film

### Anni sessanta
Roman Polański dirige ed interpreta nel 1967 una delle prime parodie del genere, Per favore, non mordermi sul collo!. 

### Anni settanta
Nel 1970 Christopher Lee interpreta per la prima volta il ruolo in un film non prodotto dalla Hammer, Il conte Dracula girata in Spagna, diretta da Jesús Franco e con Klaus Kinski nei panni di Renfield. Dan Curtis produsse nel 1973 una fedele versione televisiva interpretata da Jack Palance girata in Jugoslavia e Inghilterra. Andy Warhol produsse e distribuì nel 1974 Dracula cerca sangue di vergine... e morì di sete!!!, diretto da Paul Morrissey, interpretato da Udo Kier (l'anno precedente era stata la volta di Il mostro è in tavola... barone Frankenstein). Clive Donner realizzò una parodia inglese, Vampira, in cui il conte Dracula, interpretato da David Niven, deve trovare un rarissimo tipo di sangue per risvegliare la sua consorte, con una serie di esilaranti colpi di scena. Christopher Lee tornò nel ruolo di Dracula nel 1976 in una produzione francese, Dracula padre e figlio. La BBC nel 1977 realizzò una versione televisiva con Louis Jourdan che è ritenuto uno degli adattamenti più fedeli al romanzo e include scene di Jonathon che appunta gli avvenimenti nel suo diario e del Dr. Seward che parla nel suo dittafono. Venne prodotto anche un revival della versione di teatrale di Broadway del 1927 con set e costumi disegnati da Edward Gorey; il Conte fu interpretato da Frank Langella che, come Lugosi prima di lui, avrebbe poi interpretato il ruolo anche al cinema. Gli stessi set e costumi di Gorey furono usati per una versione della commedia itinerante negli Stati Uniti con Jeremy Brett. I versi di Deane e Balderston vennero in un certo modo alterati e interpretati per un effetto più adatto alla commedia. Una casa di produzione indipendente produsse nel 1978 l'horror thriller Zoltan, il mastino di Dracula e nel 1979 Frank Langella interpretò una versione del Conte con una forte carica sensuale nel film Dracula di John Badham, con Laurence Olivier come antagonista. In quell'anno fu anche distribuito il film Amore al primo morso, una commedia romantica ambientata nella New York contemporanea e Nosferatu, principe della notte, diretto da Werner Herzog e remake della versione di Murnau. Herzog ha affermato di considerare il film di Murnau la pellicola più importante mai prodotta in Germania, e di averlo voluto rifare per stabilire un collegamento tra il grande cinema tedesco del passato e il cosiddetto "nuovo cinema tedesco".

### Anni ottanta e novanta
Il regista Francis Ford Coppola produsse e diresse nel 1992 una nuova versione cinematografica, Dracula di Bram Stoker, nella cui trama del film Coppola include una sottotrama nella quale viene rivelato che Mina Harker è la reincarnazione del grande amore di Dracula. Tale divagazione non è contenuta nella storia originale di Stoker. Nel 1995, Mel Brooks scrisse e diresse la parodia Dracula morto e contento con Leslie Nielsen nella parte di Dracula, nel quale dissacra e prende in giro tutti gli stereotipi e i cliché dei film su Dracula, ma degna di particolare nota è la scena nella quale non appare il riflesso di Dracula in uno specchio mentre balla durante una festa danzante, causando paura e orrore tra i presenti. Nella pellicola, Mel Brooks interpreta la parte di Van Helsing, ritratto qui come un vecchio professore.

### Anni 2000
Nel 2000 Patrick Lussier ha realizzato una versione della storia di ambientazione contemporanea, Dracula's Legacy - Il fascino del male, prodotto da Wes Craven. Sempre nel 2000, E. Elias Merhige ha diretto John Malkovich e Willem Dafoe nel film L'ombra del vampiro, tributo a Murnau che, in chiave romanzata, racconta un possibile making of del film Nosferatu del 1922. Nel 2002, il regista Guy Maddin ha diretto una versione della storia interpretata dal Royal Winnipeg Ballet, un balletto basato sulle musiche di Gustav Mahler e intitolato Dracula: Pages from a Virgin's Diary. Il personaggio di Mina Harker appare in La leggenda degli uomini straordinari, nel quale viene rappresentata come un'eroina vampirica. Nel 2004 venne prodotto Van Helsing, diretto da Stephen Sommers, e basato principalmente sulla figura del cacciatore di vampiri; in questa pellicola vi sono nuove versioni dei mostri dei film degli Universal degli anni trenta e quaranta, come Frankenstein e l'Uomo Lupo. In questo film Dracula è una sorta di super-vampiro che non può essere ucciso con i metodi canonici ma solamente con un morso di un lupo mannaro. Un personaggio di nome Drake è l'antagonista principale in Blade: Trinity, nel quale un gruppo lo evoca per sconfiggere definitivamente Blade. Mentre non viene ufficialmente identificato come Dracula, si scopre che Drake ha vissuto a lungo sotto diversi pseudonimi e personalità, una delle quali potrebbe essere quella del famigerato vampiro della Transilvania.

### Anni 2010
Nel 2012 venne prodotto Dracula, girato in 3D e diretto da Dario Argento. Dracula Untold del 2014 è incentrato soprattutto sulle origini del personaggio e, sempre nel 2014, la storia di Dracula è centrale nella serie televisiva Penny Dreadful, che riunisce personaggi e situazioni di opere gotiche inglesi.

## Filmografia
Elenco di film, cinematografici e televisivi, con il personaggio di Dracula per protagonista.

### Anni venti
- Drakula halála, regia di Károly Lajthay (1921)
- Nosferatu il vampiro (Nosferatu, eine Symphonie des Grauens), regia di Friedrich Wilhelm Murnau (1922)

### Anni trenta

Dracula, regia di Tod Browning (1931)

- Dracula, regia di Tod Browning (1931)
- Drácula, regia di George Melford (1931)

### Anni quaranta
- Il figlio di Dracula (Son of Dracula), regia di Robert Siodmak (1943)
- Al di là del mistero (House of Frankenstein), regia di Erle C. Kenton (1944)
- La casa degli orrori (House of Dracula), regia di Erle C. Kenton (1945)
- Il cervello di Frankenstein (Bud Abbott Lou Costello Meet Frankenstein), regia di Charles Barton (1948)

### Anni cinquanta
- Drakula Istanbul'da, regia di Mehmet Muhtar (1953)
- Dracula, episodio della serie televisiva Matinee Theatre, regia di Lamont Johnson (1956)
- The Revenge of Dracula, regia di Donald F. Glut (1958)
- Il bacio dello spettro (The Return of Dracula), regia di Paul Landres (1958)
- Dracula il vampiro (Dracula), regia di Terence Fisher (1958)

### Anni sessanta
- House on Bare Mountain, regia di Lee Frost e Wes Bishop, regia di (1962)
- Mga manugang ni Drakula, regia di Artemio Marquez (1963)
- Vampire[4], regia di George Harrison Marks (1963)
- Il mistero del castello (The Kiss of the Vampire), regia di Don Sharp (1963)
- Batman Dracula, regia di Andy Warhol (1964)
- Lucy and the Monsters, episodio della serie televisiva Lucy Show, regia di Jack Donohue (1965)
- Journey Into Terror, episodio della serie televisiva Doctor Who, regia di Richard Martin (1965)
- Dracula, principe delle tenebre (Dracula: Prince of Darkness), regia di Terence Fisher (1966)
- Billy the kid contro Dracula (Billy the Kid Versus Dracula), regia di William Beaudine (1966)
- Mad Monster Party?, regia di Jules Bass (1967)
- Journey into Space, episodio della serie televisiva Magic Mansion (1967)
- Batman Fights Dracula, regia di Leody M. Diaz (1967)
- Dracula in Pakistan (Zinda Laash), regia di Khwaja Sarfraz (1967)
- Hay que matar a Drácula, regia di Alberto Rinaldi (1968) TV
- Le amanti di Dracula (Dracula Has Risen from the Grave), regia di Freddie Francis (1968)
- Dracula, episodio della serie televisiva Mystery and Imagination (1968)
- Il castello di Dracula (Blood of Dracula's Castle), regia di Al Adamson e Jean Hewitt (1969)
- Vita sessuale di un vampiro[5] (Santo en El tesoro de Drácula), regia di René Cardona (1969)
- Non fa più ridere, episodio della serie televisiva Monty Python's Flying Circus (1969)

### Anni settanta
- Ashes of Doom, regia di Grant Munro e Don Arioli (1970)
- Il conte Dracula (Nachts, wenn Dracula erwacht), regia di Jesús Franco (1970)
- Una messa per Dracula (Taste the Blood of Dracula), regia di Peter Sasdy (1970)
- Jonathan, regia di Hans W. Geißendörfer (1970)
- Controfigura per un delitto (One More Time), regia di Jerry Lewis (1970)
- Otra vez Drácula, regia di Narciso Ibáñez Menta e Alberto Rinaldi (1970)
- Sabrina and the Groovie Goolies, serie televisiva (1970)
- Il marchio di Dracula (Scars of Dracula), regia di Roy Ward Baker (1970)
- The Hilarious House of Frightenstein, serie televisiva (1971)
- Hrabe Drakula, regia di Anna Procházková (1971)
- Batuta ni Drakula, regia di Luis San Juan (1971)
- Cuadecuc, vampir, regia di Pere Portabella (1971)
- Mezzo litro di rosso per il conte Dracula (Gebissen wird nur nachts), regia di Freddie Francis (1971)
- El águila descalza, regia di Alfonso Arau (1971)
- Dracula contro Frankenstein (Dracula vs. Frankenstein), regia di Al Adamson (1971)
- The Devil Is Not Mocked, episodio della serie televisiva Mistero in galleria (1971)
- A Matter of Semantics, episodio della serie televisiva Mistero in galleria (1971)
- The Electric Company, serie televisiva (1971-1977)
- Vampyros Lesbos, regia di Jesus Franco (1971)
- 1972: Dracula colpisce ancora! (Dracula A.D. (1972)), regia di Alan Gibson (1972)
- Blacula, regia di William Crain (1972)
- Dracula contro Frankenstein (Drácula contra Frankenstein), regia di Jesús Franco (1972)
- Dracula, regia di Kay Lorentz e Paul Vasil (1972) TV
- La fille de Dracula, regia di Jesús Franco (1972)
- Green Fingers/The Funeral/The Tune in Dan's Cafe, episodio della serie televisiva Mistero in galleria (1972)
- I diabolici amori di Nosferatu (El gran amor del conde Drácula), regia di Javier Aguirre (1972)

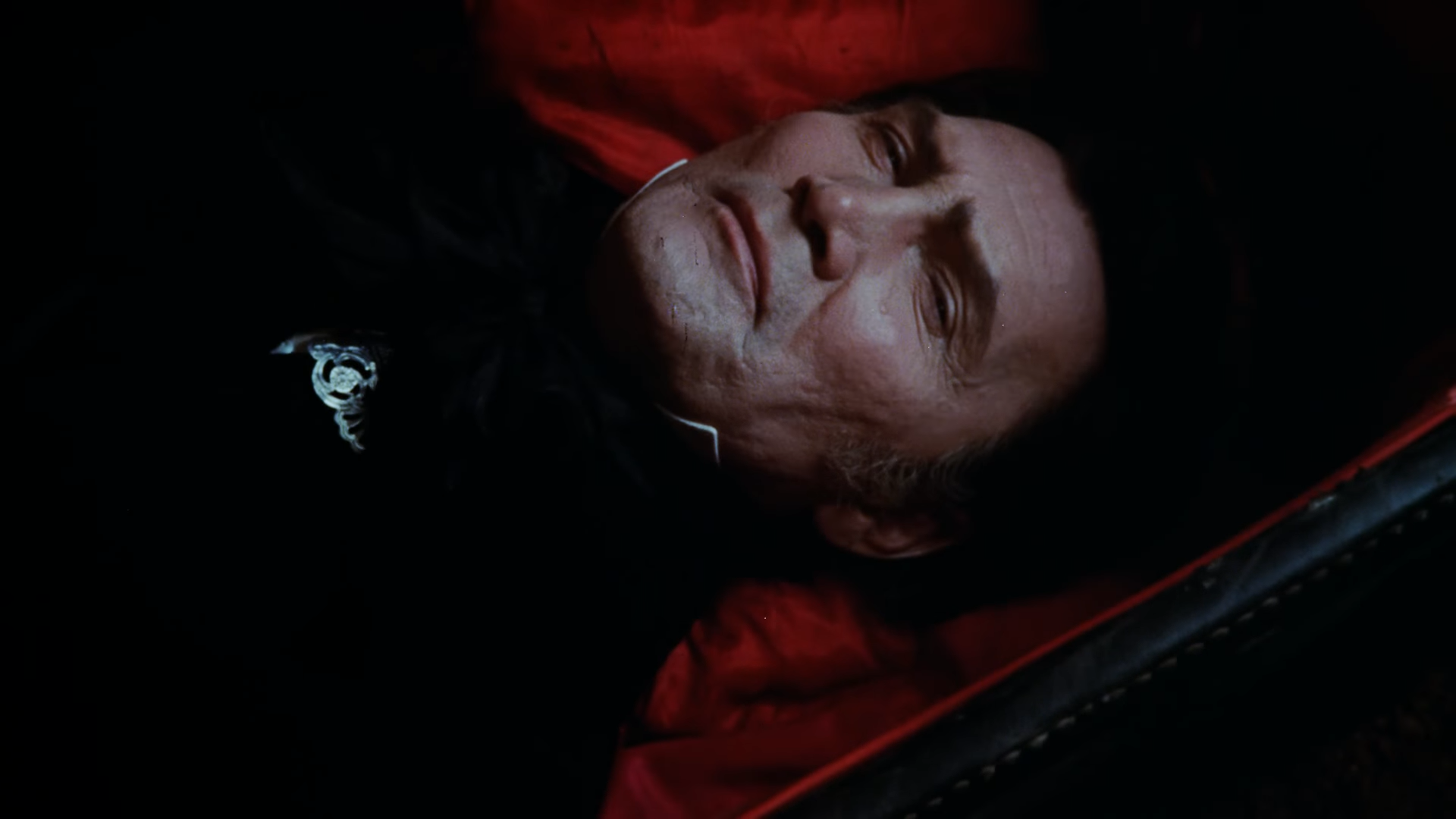
Jack Palance interpreta il Conte Dracula ne Il demone nero

- Il demone nero, regia di Dan Curtis (1973) TV
- Dracula, regia di Jack Nixon-Browne (1973) TV
- Fem døgn i august, regia di Svend Wam (1973)
- Il plenilunio delle vergini, regia di Luigi Batzella (1973)
- Santo y Blue Demon vs Drácula y el Hombre Lobo, regia di Miguel M. Delgado (1973)
- I satanici riti di Dracula (The Satanic Rites of Dracula), regia di Alan Gibson (1973)
- Scream Blacula Scream, regia di Bob Kelljan (1973)
- L'ultimo vampiro (La saga de los Drácula), regia di Henry Mankiewicz (1973)
- Vampira, regia di Clive Donner (1974)
- Dracula cerca sangue di vergine... e morì di sete!!! (Blood for Dracula), regia di Paul Morrissey (1974)
- Son of Dracula, regia di Freddie Francis (1974)
- La leggenda dei 7 vampiri d'oro (The Legend of the 7 Golden Vampires), regia di Roy Ward Baker e Chang Cheh (1974)
- Dracula, fantasia o realtà (Vem var Dracula?), regia di Calvin Floyd (1975)
- Train Ride to Hollywood, regia di Charles R. Rondeau (1975)
- Tiempos duros para Drácula, regia di Jorge Darnell (1976)
- 40 gradi all'ombra del lenzuolo, regia di Sergio Martino (1976)[senza fonte]
- Dracula padre e figlio (Dracula père et fils), regia di Édouard Molinaro (1976)
- Smilin' Saturday Morning Special, regia di (1976)
- Monster Squad serie televisiva (1976)
- Nem As Enfermeiras Escapam, regia di André José Adler (1977)
- Lady Dracula, regia di Franz Josef Gottlieb (1977)
- Li san jiao wei zhen di yu men, regia di Chi Lo (1977)
- Count Dracula, regia di Philip Saville (1977) TV
- Dracula contro Zombi (Dracula's Dog), regia di Alfredo Antonini (1978)
- The Bay City Rollers Meet the Saturday Superstars (1978) TV
- Nosferatu, il principe della notte (Nosferatu: Phantom der Nacht), regia di Werner Herzog (1979)
- Dracula Bites the Big Apple, regia di Richard Wenk (1979)
- Heera-Moti, regia di Chand (1979)
- Terzo episodio della serie televisiva Brødrene Dal og professor Drøvels hemmelighet (1979)
- The Curse of Dracula, serie televisiva (1979)
- Nocturna, regia di Harry Hurwitz (1979)
- Amore al primo morso (Love at First Bite), regia di Stan Dragoti (1979)
- Dracula, regia di John Badham (1979)
- The Halloween That Almost Wasn't, regia di Bruce Bilson (1979) TV
- Vlad, l'impalatore (Vlad tepes), regia di Doru Nastase (1979)

### Anni ottanta

Fracchia contro Dracula (1985)

- Passion of Dracula, episodio della serie Broadway on Showtime (1980)
- Lepakkolinna, episodio della serie Kivikasvot show (1980)
- Dracula (Yami no Teiō: Kyūketsuki Dorakyura), regia di Akinori Nagaoka e Minoru Okazaki (1980) TV
- Carletto il principe dei mostri (Kaibutsu-kun), serie televisiva (1980)
- Mr. and Mrs. Dracula, serie televisiva (1980)
- Drak Pack, serie televisiva (1980)
- Podijum, regia di Zarko Dragojevic (1980) TV
- Cinque matti contro Dracula (Les Charlots contre Dracula) , regia di Jean-Pierre Desagnat (1980)
- Die Frank Zander Show, regia di Klaudi Fröhlich (1980)
- Darakula, regia di Angel Labra (1982)
- Fracchia contro Dracula, regia di Neri Parenti (1985)
- Scuola di mostri (Monter Squad), regia di Fred Dekker (1987)
- Scooby-Doo e la scuola del brivido (Scooby-Doo and the Ghoul School), regia di Charles A. Nichols (1988)
- Scooby-Doo e il lupo mannaro (Scooby-Doo and the Reluctant Werewolf), regia di Ray Patterson (1988)

### Anni novanta
- Dracula di Bram Stoker (Bram Stoker's Dracula), regia di Francis Ford Coppola (1992)
- Nadja, regia di Michael Almereyda (1994)
- Dracula, regia di Mario Salieri (1994), film pornografico
- Dracula morto e contento (Dracula: Dead and Loving It), regia di Mel Brooks (1995)

### Anni duemila
- L'ombra del vampiro (Shadow of the Vampire) regia di E. Elias Merhige (2000)
- Dracula's Legacy - Il fascino del male (Dracula 2000 o anche Dracula 2001), regia di Patrick Lussier (2000)
- Il bacio di Dracula (Dracula), miniserie televisiva (2002)
- Dracula II: Ascension, regia di Patrick Lussier (2003)
- Killer Barbys vs. Dracula, regia di Jess Franco (2003)
- Van Helsing, regia di Stephen Sommers (2004)
- Van Helsing - Dracula's Revenge (Dracula 3000), regia di Darrell James Roodt (2004)
- Blade: Trinity, regia di David S. Goyer (2004)
- Dracula III - Il testamento (Dracula III: Legacy), regia di Patrick Lussier (2005)
- Batman contro Dracula (The Batman vs. Dracula), regia di Michael Goguen (2005)
- Bram Stoker's Dracula's Curse, regia di Leigh Scott (2006)
- Dracula, regia di Bill Eagles (2006) – Film TV

### Anni 2010
- Hotel Transylvania, regia di Genndy Tartakovsky (2012)
- Dracula 3D, regia di Dario Argento (2012)
- Dracula Untold, regia di Gary Shore (2014)
- Minions, regia di Pierre Coffin e Kyle Balda (2015)
- Hotel Transylvania 2, regia di Genndy Tartakovsky (2015)
- Monster Family, regia di Holger Tappe (2017)
- Hotel Transylvania 3 - Una vacanza mostruosa (Hotel Transylvania 3: Summer Vacation), regia di Genndy Tartakovsky (2018)

### Anni 2020
- Dracula – miniserie televisiva (2020)
- Hotel Transylvania - Uno scambio mostruoso (Hotel Transylvania: Transformania), regia di Derek Drymon, Jennifer Kluska (2022)
- Renfield, regia di Chris McKay (2023)
- Demeter - Il risveglio di Dracula (2023)
- Nosferatu, regia di Robert Eggers (2024)